# Rubens Ricciardi
Rubens Russomanno Ricciardi (Ribeirão Preto, 15 de junho de 1964) é compositor e maestro brasileiro, pesquisador em filosofia das artes (Poíesis crítica).

## Biografia
Foi discípulo de Olivier Toni, Gilberto Mendes, Stephen Hartke e Régis Duprat. É graduado (1985), mestre com dissertação sobre Hanns Eisler (1995), doutor com tese sobre Manuel Dias de Oliveira (2000), livre-docente com tese em filosofia da música (2003) e professor titular em regência e instrumento (2006) pelo Departamento de Música da Escola de Comunicações e Artes da Universidade de São Paulo (ECA-USP), em São Paulo.
Especializou-se em musicologia na Universidade Humboldt de Berlim (1987-1991), sob orientação de Günter Mayer.
É fundador do Curso de Música pela USP em Ribeirão Preto (projeto aprovado pelo Conselho Universitário da USP a 31 julho de 2001), posteriormente Departamento de Música da Faculdade de Filosofia, Ciências e Letras de Ribeirão Preto da USP (desde 14 dezembro de 2010), onde hoje atua como professor titular e decano, ministrando as disciplinas Prática de Orquestra, Música Brasileira, Filosofia e História das Artes e Música Brasileira.
Fundou também o Ensemble Mentemanuque (do qual é diretor artístico desde 1993, grupo de música de câmara voltado à música contemporânea e à reconstrução de memória da música brasileira) e a USP Filarmônica (orquestra de estudantes de graduação bolsistas da USP, do qual é maestro titular desde 2011, com concertos pela série Concertos USP em Ribeirão Preto e São Carlos).
É autor do projeto, pela USP em Ribeirão Preto, do primeiro Bacharelado em Viola Caipira (ou Viola Brasileira) do Brasil (desde 2004). Desde 2012, é professor responsável pelo Festival Música Nova "Gilberto Mendes" (em parcerias com o SESC-SP ou Secretaria de Estado de Cultura de São Paulo), bem como coordenador do NAP-CIPEM (Núcleo de Pesquisa em Ciências da Performance em Música) e do Centro de Memória das Artes pela USP em Ribeirão Preto. Ainda pela USP, fundou (2016) o USP Música Criança, desenvolvido por meio de convênios da USP com organizações sociais, com destaque para o polo deste projeto em São Joaquim da Barra (em parceria com Carlos Alberto Nicolau).
É também orientador credenciado no Programa de Pós-Graduação em Estudos Culturais (linha de pesquisa Crítica da Cultura - Poíesis crítica) pela Escola de Artes Ciências e Humanidades da USP (EACH-USP).
Tem artigos, capítulos de livros e livros em filosofia da música, poética musical e musicologia histórica publicados no Brasil, em Portugal e na Alemanha. Destaca-se o seu livro Contra o Identitarismo Neoliberal - um ensaio de poíesis crítica pela apologia das artes (2023), publicado pela Editora Contracorrente - onde inaugura a Poíesis crítica, uma nova proposta epistemológica para a pesquisa em filosofia das artes.
Suas composições musicais se caracterizam pela influência de compositores como De Falla, Bartók, Stravinski, Villa-Lobos, Prokofiev, Eisler, Chostakóvitch, Cláudio Santoro, Tom Jobim, Gilberto Mendes e Ligeti. Seu repertório de composições próprias abrange música de câmara e sinfônica. Sua composição sinfônica Candelárias (1995), abertura trágica memorial à Chacina da Candelária ocorrida no Rio de Janeiro, a 23 de julho de 1993, apresentada por orquestras brasileiras, como a Orquestra Sinfônica de Ribeirão Preto, de Santos, Orquestra Sinfônica do Estado de São Paulo, Orquestra Sinfônica Brasileira no Rio de Janeiro, e também no exterior, pelo Ensemble da McGill de Montreal (Canadá), Orquestra Sinfônica de Bilbao (País Basco, Espanha) e Orquestra Filarmónica de la Ciudad de México, foi obra premiada no XXII Foro Internacional de Música Nueva Manuel Enríquez, Cidade do México, e citada por MARIZ, Vasco (2000), e ainda estudada em capítulo específico por Eduardo Flores Gianesella.

## Obras musicais
- Cantada - do livro de poemas Dentro da Noite Veloz (1962-1975) de Ferreira Gullar - canção bossa-nova (canto com microfone amplificado e orquestra), 1983.
- Cancionero casto: Dos canciones latinoamericanas, I) La dama blanca - poema de Augustin Gomes-Lubian Urioste - (barítono e piano) & II) Esto es sencillo - poema de Pablo Neruda - (mezzo-soprano e piano), 1984.
- Canto dos Sem Terra - com citações do Hino da Reforma Agrária ou Canto dos Lavradores - (quarteto de cordas), 1984.
- Menschentotenlied / Exercício Dodecafônico - homenagem a Gilberto Mendes (soprano e piano), 1985.
- Præludium (piano), 1985.
- Gymnopedie (para piano, com versão também para saxofone alto e piano), 1985.
- Eisleriana - inspirado no texto do Elogio do Revolucionário da peça A mãe (1931) de Bertolt Brecht - em homenagem a Hanns Eisler (baixo solista, coro SATB, sexteto de sopros, percussão e piano), 1985.
- Elegia (clarineta solo e quinteto de cordas), 1985.
- Viva Gramsci (orquestra), em homenagem a Antonio Gramsci, 1986.
- Gegen Verführung - poema de Bertolt Brecht (mezzo-soprano solista, coro feminino e orquestra), 1988.
- Étude, em homenagem aos Quadros de uma exposição de Mussorgski (piano), 1989.
- In memoriam Chico Mendes - poema de Wolfgang Herbert - cantata (tenor solista, coro SATB e orquestra), 1990.
- Cantigas de ninar - suíte folclórica brasileira - I) Se esta rua fosse minha; II) Nana nenê; III) Terezinha de Jesus; IV) Boi da Cara Preta); V) Sou pobre pobre pobre (quarteto de cordas), 1990.
- Música para a reinauguração do Theatro Pedro II (violino e piano), 1992.
- In memoriam Antonio Guedes Barbosa (quinteto de sopros, piano e contrabaixo), 1993.
- Candelárias - abertura trágica memorial à Chacina da Candelária ocorrida no Rio de Janeiro a 23 de julho de 1993 (orquestra), 1994/1995.
- Bach e Webern se encontram na Alta Mogiana (flauta e piano), 1994.
- Estudo nº 1 (violino solo), 2001.
- Alegoria de Hiroxima (soprano solista e ensemble), 2007.
- Requiem pour l’émancipation du sujet rationnel (violoncelo solista e orquestra), 2008.
- La Señora Oriana, a Dulzinea del Toboso com poema de Cervantes (soprano solista, viola caipira, violão e quinteto de cordas), 2013.
- Amar e ser amado, com poema de Castro Alves (tenor solista, violino solista e orquestra de cordas), 2015.
- Agora que sinto amor, com poema de Fernando Pessoa (soprano solista e orquestra de cordas), 2017.
- Menina paulista, inspirado na série de meninas de Candido Portinari, com poema de Lucília Junqueira de Almeida Prado (dupla caipira, viola caipira e orquestra), 2017.
- Une petite musique de la Révolution (orquestra de cordas), 2020.
- Lilia, oh Lilia - Minueto de Lereno, com letra de Domingos Caldas Barbosa (mezzo-soprano, harpa e orquestra de cordas), 2023.
- Lundum da Nhanhazinha, com letra de Domingos Caldas Barbosa (barítono, trombone, percussão, harpa e orquestra de cordas), 2023.
- Lamento (contrabaixo solista e orquestra), 2024.

## Livros e artigos publicados
- Livros: https://www.editoracontracorrente.com.br/product/contra-o-identitarismo-neoliberal-um-ensaio-de-poiesis-critica-pela-apologia-das-artes / https://www.livrosabertos.abcd.usp.br/portaldelivrosUSP/catalog/view/1027/937/3476 / https://sites.ffclrp.usp.br/napcipem/pdf/Livro-I-online.pdf / https://sites.ffclrp.usp.br/napcipem/pdf/quatro_ensaios.pdf
- Artigos: http://editorarevistas.mackenzie.br/index.php/tint/article/view/4428 / https://jornal.usp.br/artigos/a-usp-filarmonica-e-as-quatro-teses-da-semana-22/ / https://jornal.usp.br/artigos/defendendo-portinari-contra-a-censura-neoliberal/ / https://aterraeredonda.com.br/a-greve-do-pelego-neoliberal-na-usp/ / https://aterraeredonda.com.br/o-colonialismo-ianque/ / https://aterraeredonda.com.br/a-opera-em-sao-paulo/ / https://aterraeredonda.com.br/as-ameacas-contra-a-filarmonica-de-mg/ / https://periodicos.ufmg.br/index.php/rmveb/article/view/48658/39186 https://repositorio.usp.br/directbitstream/bb33150a-ea09-4755-a01c-c8859f822a4e/003039829.pdf

## Outras referências bibliográficas
- MENDES, Gilberto (1994). Uma odisseia musical - dos mares do sul à elegência pop/art déco. São Paulo: EDUSP, p. 207.
- MARIZ, Vasco (2002). A Música Clássica Brasileira. Rio de Janeiro: Andrea Jakobsson, p.151 e 175.
- MENDES, Gilberto (2008). Viver sua música – com Stravinsky em meus ouvidos, rumo à avenida Nevskiy. São Paulo: EDUSP e Realejo, p. 72-81.